# Marada la louve
Marada la louve ou Marada chevelure d'étoiles, est un personnage fictif de bande dessinée appartenant au genre Heroic fantasy aussi appelé Epée et sorcellerie. Elle a été créée en 1982 pour Marvel Comics par Chris Claremont et John Bolton.
Malgré le peu de publications dont elle a été la protagoniste, Marada est une figure qui fait date dans la mesure où, hors les univers dédiés aux super héros, il s'agit avec Red Sonja, de l'un des premiers personnages féminins de comics qui assume son indépendance, son mode de vie et ses choix sans se soumettre aux conventions sociales.

## Historique de la publication
Marada est apparue pour la première fois dans Epic Illustrated #10 (fév1982) en version noir et blanc. Chris Claremont avait initialement prévu de raconter de nouvelles aventures de Red Sonja, la partenaire occasionnelle de Conan, mais il a fait évoluer le projet en raison de problèmes entourant le film Red Sonja alors en production avec Brigitte Nielsen. Ainsi, Claremont a déplacé le milieu historique du récit, de l'âge hyborien à l'époque de l'Empire romain, et a donné le nom de Marada "la louve" ainsi qu'une chevelure platine à son héroïne afin de la différencier clairement de Red Sonja. 
Ce changement de personnage n'est pas aller sans créer pendant un temps, un litige sur sa propriété. Toutefois depuis que les aventures de Marada ont été publiées pour la première fois, elle a été reconnue comme un personnage à part entière dont les droits ont été attribués à Claremont et Bolton. La publication se poursuit de façon semi régulière dans Epic-illustrated en faisant l'objet de 5 épisodes entre 1982 et 1984 puis elle s'arrête. Marada bénéficie ensuite d'une réédition en couleur dans ion du Novel Graphic Marvel#21.
Marada la Louve, bien qu'il s'agisse d'un titre appartenant à son créateur, a été officiellement intégrée à l'univers Marvel grand public. Ce qui confirme par la même, qu'Ashake d'Egypte, personnage qu'elle rencontre lors de l'une de ses aventures, n'est autre que l'ancêtre connue sous ce nom, de Tornade, la célèbre X-men.

## biographie du personnage
La mère de Marada est présentée comme « la première-née de César », bien qu'il ne soit pas précisé s'il s'agit de Jules César ou de l'un des empereurs qui l'ont suivi sachant qu'à l'époque impériale, les souverains romains se voyaient couramment désignés sous l'appellation générique de César. Elle décide de fuir Rome avec sa fille Marada à la suite de l'exécution par les Romains du père de son enfant, un prince barbare tombé en disgrâce. Marada reçoit très jeune une formation au maniement des armes. Elle a seulement une vingtaine d'années quand elle participe à ses premières campagnes militaires dans le nord de l'Europe, aux marches de l'Empire. Elle s'y forge une renommée de guerrière impitoyable et respectée pour ses hauts faits d'arme.
Si ses aventures se déroulent à l'époque de l'antiquité romaine, l'univers dans lequel évolue Marada intègre des éléments qui relèvent du fantastique et du mythologique. Avec son amie la princesse Arianrod, elle lutte contre des forces maléfiques, des démons et autres créatures magiques, mais aussi et surtout contre les menaces auxquelles une femme doit faire face dans un monde gouverné par les hommes.

## Liste des publications
Epic illustrated 10# fev 1982 Marada the she-wolf
Epic illustrated 11# avr 1982 Marada the she-wolf part 2*
Epic illustrated 12# juin 1982 Marada the she-wolf part 3
Epic illustrated 22# fev 1984 Marada the she-wolf 2
Epic illustrated 23# avr 1984 Marada the she-wolf 2 part 2
Marvel Graphic Novel 21# 1985 Marada the she-wolf  (collects material originally serialized in Epic Illustrated #10-12)